# Toksook Bay
Toksook Bay és una població dels Estats Units a l'estat d'Alaska. Segons el cens del 2007 tenia 534 habitants.

## Demografia
Segons el cens del 2000, Toksook Bay tenia 532 habitants, 106 habitatges, i 94 famílies La densitat de població era de 6,2 habitants/km².
Dels 106 habitatges en un 68,9% hi vivien nens de menys de 18 anys, en un 65,1% hi vivien parelles casades, en un 12,3% dones solteres, i en un 11,3% no eren unitats familiars. En el 10,4% dels habitatges hi vivien persones soles el 0,9% de les quals corresponia a persones de 65 anys o més que vivien soles. El nombre mitjà de persones vivint en cada habitatge era de 5,02 i el nombre mitjà de persones que vivien en cada família era de 5,45.
Per edats la població es repartia de la següent manera: un 44% tenia menys de 18 anys, un 9,8% entre 18 i 24, un 27,4% entre 25 i 44, un 14,1% de 45 a 60 i un 4,7% 65 anys o més.
L'edat mediana era de 22 anys. Per cada 100 dones de 18 o més anys hi havia 124,1 homes.
La renda mediana per habitatge era de 30.208 $ i la renda mediana per família de 32.188 $. Els homes tenien una renda mediana de 22.813 $ mentre que les dones 36.250 $. La renda per capita de la població era de 8.761 $. Aproximadament el 26,9% de les famílies i el 27,3% de la població estaven per davall del llindar de pobresa.

## Poblacions més properes
El següent diagrama mostra les poblacions més properes.